# HNK Sloga Uskoplje
Hrvatski Nogometni Klub Sloga Uskoplje – klub piłkarski z Bośni i Hercegowiny, z siedzibą w Uskopljach.
Klub został założony w 1946 jako NK Sloga.